# Закон України «Про фізичну культуру і спорт»
Закон України «Про фізичну культуру і спорт» — нормативно-правовий акт, Закон України, що визначає загальні правові, організаційні, соціальні та економічні основи діяльності у сфері фізичної культури і спорту. Ухвалений Верховною Радою України 5 червня 2012 року (закон № 3808-XII), введений у дію 29 січня 1994 року.
Законопроєкт внесли народні депутати Вадим Колесніченко та Сергій Ківалов 7 лютого 2012 року. [джерело?]
Цей Закон регулює суспільні відносини у створенні умов для розвитку фізичної культури і спорту.

## Зміст
Закон України «Про фізичну культуру і спорт» містить такі розділи:
- I. Загальні положення.
- II. Суб'єкти сфери фізичної культури і спорту.
- III. Фізична культура.
- IV. Спорт.
- V. Організаційне, кадрове, фінансове та інше забезпечення діяльності у сфері фізичної культури і спорту.
- VI. Міжнародне співробітництво у сфері фізичної культури і спорту.
- VII. Відповідальність за порушення законодавства у сфері фізичної культури і спорту

## Історія Закону
Перша редакція закону «Про фізичну культуру і спорт» прийнята Верховною Радою України 24 грудня 1993 року. До 2024 року було прийнято кілька нових редакцій та поправок, які, зокрема, стосувалися: діяльності Спортивної студентської спілки України та Української федерації учнівського спорту (2019 рік), впорядкування проведення спортивних заходів та занять фізичною культурою та спортом, уточнення діяльності центрів олімпійської підготовки (2020 рік), діяльності фізкультурно-спортивних товариств, спортивних клубів і спортивних федерацій, запровадження державних стандартів у сфері фізичної культури і спорту та державних соціальних нормативів надання послуг суб'єктами сфери фізичної культури і спорту, спорту ветеранів України, діяльності Національної лабораторії антидопінгового контролю (2021), розмежування спортивних заходів і змагань, вдосконалення кадрового забезпечення сфери фізичної культури і спорту (2022), адаптивного спорту, удосконалення правового регулювання питань, пов’язаних з професійним спортом (2023).